# Bedadka
Bedadka är ett samhälle i Indien.   Det ligger i distriktet Kāsaragod District och delstaten Kerala, i den södra delen av landet, 1 800 km söder om huvudstaden New Delhi. Bedadka ligger 188 meter över havet och antalet invånare är 12 188.
Terrängen runt Bedadka är platt västerut, men österut är den kuperad. Bedadka ligger uppe på en höjd. Runt Bedadka är det tätbefolkat, med 591 invånare per kvadratkilometer. Närmaste större samhälle är Kānnangād, 17,6 km söder om Bedadka. I omgivningarna runt Bedadka växer huvudsakligen savannskog.